# Alexander Frenkel
Alexander Frenkel (ukrainisch Олександр Френкель; * 4. März 1985 in Kirowohrad, Sowjetunion, heute Ukraine) ist ein ehemaliger deutscher Boxer und Europameister im Cruisergewicht.

## Leben
Der in der Ukraine geborene Frenkel lebt seit 1991 in Deutschland und wuchs in Würzburg auf; er wohnt momentan in Berlin und begann im Alter von 13 Jahren mit dem Boxen. Seine Amateurbilanz lag bei 55 Siegen in 60 Kämpfen. Er boxte als Amateur unter anderem für Kickers Würzburg und BC Ringfrei Mülheim, wurde dreimal Bayerischer Meister und gewann 2006 den Dolomiten Cup in Österreich.

## Profikarriere
Sein Profidebüt bestritt Alexander Frenkel am 23. September 2006. Sein Trainer ist Ulli Wegner, sein Manager Wilfried Sauerland. In seinem 14. Profikampf im Februar 2008 besiegte er in Nürnberg den 43-jährigen US-Amerikaner Arthur Williams, Ende der 1990er Jahre kurzzeitig IBF-Weltmeister im Cruisergewicht, durch technischen K. o. in der fünften Runde. Darauf folgte am 17. Mai 2008 ein Sieg durch K. o. in der ersten Runde gegen Cory Phelps; damit sicherte sich Frenkel seinen ersten Titel, den Junioren-Weltmeister Titel der IBF. Anschließend konnte Frenkel aufgrund einer Verletzung seiner Schlaghand, die insgesamt fünf Operationen erforderte, für fast ein Jahr keinen Kampf bestreiten, erst im April 2009 kehrte er mit einem Sieg gegen den Südafrikaner Ruben Groenewald in den Ring zurück. In der Folge schlug er unter anderem den ehemaligen IBF-Weltmeister Kelvin Davis und den früheren Amateurweltmeister in Halbschwergewicht Michael Simms.
Seinen größten Erfolg erzielte Frenkel am 18. September 2010 in seinem letzten Kampf, als er in Birmingham den ehemaligen WBO-Weltmeister und amtierenden Europameister Enzo Maccarinelli durch K. o. in der siebten Runde bezwang und den Europameistertitel im Cruisergewicht gewann.

## Bilder

Alexander Frenkel vor dem Kampf gegen Cory Phelps um den Junioren-Weltmeister Titel der IBF
Alexander Frenkel vor dem Kampf gegen Cory Phelps um den Junioren-Weltmeister Titel der IBF
Alexander Frenkel gegen Arthur Williams
Alexander Frenkel gegen Arthur Williams
Alexander Frenkel nach dem Kampf gegen Arthur Williams
Alexander Frenkel nach dem Kampf gegen Cory Phelps mit dem Junioren-Weltmeistergürtel der IBF